# جوفان ستيفانوفيتش
جوفان ستيفانوفيتش هو لاعب كرة قدم صربي في مركز الوسط، ولد في 2 مايو 1984 في جمهورية يوغوسلافيا الاشتراكية الاتحادية. لعب مع بي أيه إس كيه بيوغراد ونادي أوبليتش ونادي بيليستر ونادي ميتالورغ سكوبيه.